# جما آرترتون
جما آرترتون (به انگلیسی: Gemma Christina Arterton) (زاده ۲ فوریهٔ۱۹۸۶) بازیگر اهل انگلستان است. او از سال ۲۰۰۷ فعالیت حرفه‌ای خود را آغاز کرد.
او خواهر هانا آرترتون است.

## گزیدهٔ نقش‌آفرینی‌ها
از فیلم‌ها یا برنامه‌های تلویزیونی که وی در آن نقش داشته است می‌توان به آثار زیر اشاره کرد.
- سنت ترینیان (۲۰۰۷)
- راکنرولا (۲۰۰۸)
- ذره‌ای آرامش (۲۰۰۸)
- قایقی که راک پخش می‌کرد (۲۰۰۹)
- ناپدید شدن آلیس کرید (۲۰۰۹)
- سنت ترینیان ۲ (۲۰۰۹)
- برخورد تایتان‌ها (۲۰۱۰)
- شاهزاده ایران: ماسه‌های زمان (۲۰۱۰)
- تامارا درو (۲۰۱۰)
- بیزانتیوم (۲۰۱۲)
- آهنگی برای ماریون (۲۰۱۲)
- هانسل و گرتل: شکارچیان جادوگر (۲۰۱۳)
- رانر رانر (۲۰۱۳)
- صداها (۲۰۱۴)
- جما باوری (۲۰۱۴)
- دختری با تمام موهبت‌ها (۲۰۱۶)
- یتیم (۲۰۱۶)
- تاریخ عشق (۲۰۱۶)
- ۱۰۰ خیابان (۲۰۱۶)
- بهترین آن‌ها(۲۰۱۶)
- فرار (۲۰۱۷)
- افسانه‌های واهی (۲۰۱۷)
- ویتا و ویرجینیا (۲۰۱۸)
- راز جنایت (۲۰۱۹)
- چگونه یک دختر درست کنیم (۲۰۱۹)
- استارداگ و توربوکت (۲۰۲۰)
- زویی من (۲۰۱۹)
- سرزمین تابستان (۲۰۲۰)
- کینگزمن (۲۰۲۱)
- ماریس شگفت‌انگیز (۲۰۲۲)
- مأمور یاغی (۲۰۲۲)
- منتقد (۲۰۲۳)